# Saint-Clar-de-Rivière

Saint-Clar-de-Rivière este o comună în departamentul Haute-Garonne din sudul Franței. În 2009 avea o populație de 1.197 de locuitori.

## Evoluția populației
| An        | 1975 | 1982 | 1990 | 1999 | 2006  | 2009  |
| --------- | ---- | ---- | ---- | ---- | ----- | ----- |
| Populație | 503  | 585  | 743  | 872  | 1.093 | 1.197 |